# William Clothier
William »Bill« Jackson Clothier, ameriški tenisač, * 27. september 1881, Sharon Hill, Pensilvanija, ZDA, † 4. september 1962, Filadelfija, ZDA.
William Clothier je največji uspeh kariere dosegel leta 1906, ko je osvojil Nacionalno prvenstvo ZDA med posamezniki, še dvakrat je zaigral v finalu, v letih 1904 in 1909. V edinem nastopu na Prvenstvu Anglije leta 1905 se je uvrstil v četrti krog. Leta 1912 se je uvrstil v finale Nacionalnega prvenstva ZDA med mešanimi dvojicami. Leta 1956 je bil sprejet v Mednarodni teniški hram slavnih.

## Finali Grand Slamov

### Posamično (3)

#### Zmage (1)
| Leto | Turnir                   | Nasprotnik v finalu | Rezultat finala |
| 1906 | Nacionalno prvenstvo ZDA | Beals Wright        | 6–3, 6–0, 6–4   |

#### Porazi (2)
| Leto | Turnir                       | Nasprotnik v finalu | Rezultat finala         |
| 1904 | Nacionalno prvenstvo ZDA     | Holcombe Ward       | 8-10, 4-6, 7-9          |
| 1909 | Nacionalno prvenstvo ZDA (2) | William Larned      | 1-6, 2-6, 7-5, 6-1, 1-6 |